# Lagos Trullo
Los Lagos Trullo (en inglés: Teal Ponds) son una serie de lagos en un valle 0,5 km al sur de Punta Sierra, en el este del Fiordo Moraine, en la isla San Pedro del archipiélago de las Georgias del Sur. Fue nombrado en 1951 en honor a unos patos en la isla San Pedro, quienes frecuentan su visita a los lagos.